# Amycus spectabilis
Amycus spectabilis är en spindelart som beskrevs av Koch C.L. 1846. Amycus spectabilis ingår i släktet Amycus och familjen hoppspindlar. Inga underarter finns listade i Catalogue of Life.